# Madianitas
Los madianitas (en hebreo:מדין Mīḏyān, en griego: Μαδιάμ Madiam, en árabe:مَدْيَن Madyan) según el Tanaj (Antiguo testamento) fue un pueblo antiguo originario del noroeste de Arabia, cuya narrativa se encuentra en los libros del  Génesis, Éxodo, Números y Jueces. Se caracterizan como un pueblo de comerciantes nómadas, habituados al uso del camello y el dromedario y en constante conflicto con los israelitas.

## Ubicación geográfica
Acorde con el libro del Génesis, Madián, así como todos los demás hijos de sus concubinas, fueron conducidos por Abraham fuera de los límites de Canaán con la intención que se mantuviesen alejados de la herencia de su hijo Isaac y sus descendientes.

Génesis 25: 5 Y Abraham le dio a Isaac todo lo que poseía. 6 Y a los hijos de sus concubinas Abraham les dio regalos y los mandó lejos de Isaac al oriente.

A pesar de las intenciones de Abraham, los descendientes de Madián se establecieron en tierras de Moab y pactaron con sus habitantes, a la vez que hacían incursiones en la tierra de Canaán para realizar pillaje en la época de los jueces.
La única indicación bíblica un poco precisa localiza el País de Madián al nordeste del Sinaí en la ruta de Edom a Egipto, muy cerca del desierto de Parán, ocupado por los ismaelitas.

I Reyes 11: 18 Y levantáronse de Madián, y fueron a Parán, y tomaron a algunos hombres con ellos de Parán, y vinieron a Egipto…

Por su parte Habacuc 3: 7 los menciona junto a las tierras de Kusán e Isaías LX: 6 en la ruta comercial de una región llamada Efá.     
A partir de Éxodo 2, donde se nos relata la huida de Moisés de Egipto, podemos formular la hipótesis de que Madián se encontraba a trescientos veinte kilómetros al sudeste de Gosen, que representa la distancia más corta que Moisés pudo recorrer. 
Según tradiciones extrabíblicas, como Ptolomeo, se suele ubicar a los madianitas entre el sur de Canaán y el norte de Arabia, separados del Sinaí por un estrecho brazo del mar Rojo al este del golfo de Acaba. El arqueólogo William G. Dever también afirma que el Madián bíblico estaba en el "noroeste de la Península arábiga, en la costa este del Golfo de Aqaba en el Mar Rojo".
Se ha identificado una referencia a Madián como región geográfica en una inscripción arábiga datada hacia antes del siglo IX a. C.

## En textos religiosos

### En la Biblia

#### Orígenes
Los madianitas fueron un pueblo semita, descendientes directos de Abraham por línea de su hijo Madián, cuarto hijo concebido por el patriarca con Cetura (Génesis 25:2). La genealogía directa de Madián también se puede encontrar en I Crónicas 1: 33    

Génesis 25: 4 Y los hijos de Madián fueron Efa, Éfer, Janoc, Abida,  y Eldá. Todos ellos nietos de Keturá

Haciendo un paralelo con la descendencia de Abrahám a través de Isaac, se puede inferir que entre los hijos de Madián y Jetró, suegro de Moisés, madianita, se interponen dos o tres generaciones, siendo posiblemente Jetró miembro de la cuarta o quinta generación de Madián, quinta o sexta de Abraham. Posiblemente el padre de Jetró llevó por nombre Cení o Kení, de ahí el apelativo del suegro de Moisés: Jetró el Ceneo, apelativo que posteriormente será usado para determinar una rama escondida de los madianitas que fundaría un nuevo linaje.
Fuera de Jetró, otros madianitas son mencionados con nombres propios en la Biblia, monarcas en constante conflicto contra los israelitas. De dichos reyes se desconoce su genealogía más allá de su pertenencia al clan de Madián.

#### Historia junto a los israelitas

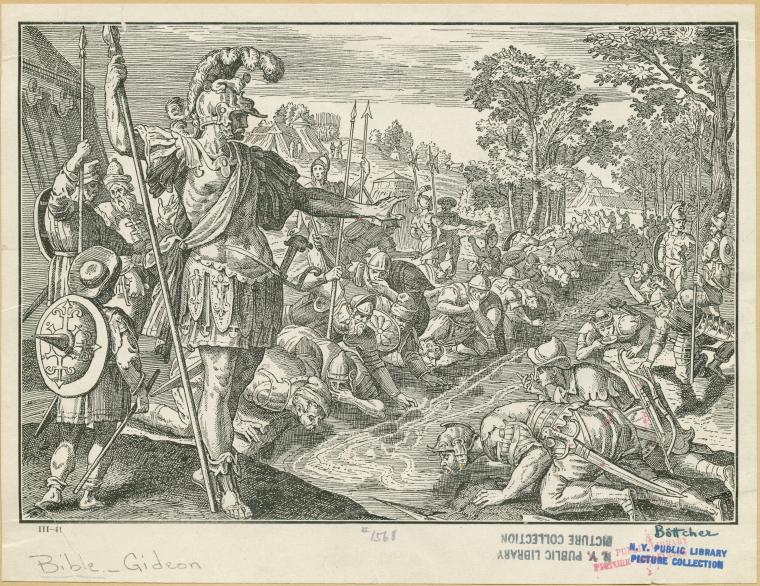
Gedeón seleccionando su ejército de 300 hombres antes de combatir a los madianitas

El primer episodio en que interactúan israelitas y madianitas es en una transacción comercial efectuada entre quienes serían las cabezas de parte de las futuras doce tribus de Israel y comerciantes de Madián, cuando por celos los hijos de Jacob venden como esclavo a su hermano José. A su vez los madianitas vendieron a José a unos ismaelitas por veinte monedas de plata, y estos últimos terminan negociándolo con el egipcio Potifar, capitán de la guardia del faraón (Génesis 37:28).
Luego del episodio de José, los madianitas aparecen años después cuando confluyen la historia de Moisés y Jetró. Moisés defiende a las hijas de Jetró de otros pastores en un abrevadero. Por esta acción Moisés es gratificado por Jetró, le permite vivir junto a ellos apacentando su rebaño y que tome a una de sus siete hijas como esposa. (Éxodo 2: 15-22)  
Con la salida de los israelitas de Egipto y el inicio de su camino rumbo a la Tierra Prometida, las relaciones entre israelitas y madianitas dejan de ser de convivencia y se tornan violentas. Temeroso por el poder de la avanzada de los israelitas, quienes ya habían derrotado a los amorreos, Balac, rey de los Moabitas, cierra una alianza con los ancianos de Madián. Madianitas y moabitas reúnen dinero y regalos para pagar a Balaam por maldecir a los israelitas, obra que por acción de Yahveh fracasa ostensiblemente, incluso obteniendo resultados contrarios. (Números 22: 1-7)
Pero lo que no consiguieron los moabitas y madianitas por medio del sacerdote Balaam lo logran a través de sus mujeres, las cuales seducen a los israelitas manteniendo con ellos relaciones fornicarias, les inducen al culto del falso dios Baal, y les inducen también a participar en sus ritos de comerse a muertos sacrificados (Salmos 106: 28-31). A raíz de la idolatría, se aviene sobre los israelitas una plaga, que, según relata la Biblia, siega la vida de veinticuatro mil personas. Además de los muertos por la ira de Yahveh, otros más perecen a raíz de la purga iniciada por Moisés en contra de los que se consagraron a Baal. El clímax de la historia acontece cuando Fineas (Pinjas), celoso de Yahveh, arremete contra un israelita y una mujer madianita atravesando a ambos con una lanza (Números 25: 1-9). 
La corrupción en torno a las mujeres de Moab y Madián pasará entonces a ser un recordatorio constante para los hijos de Israel. Estos acontecimientos son rememorados en otra ocasión como prueba de la debilidad moral de parte del pueblo de Israel, y de su poca fidelidad hacia Yahveh. El recuerdo de este incidente reforzó la postura de los yahvistas posteriores, más intransigentes contra el matrimonio con mujeres extranjeras (Deuteronomio 4: 3-4).
Pero el incidente con las mujeres de Moab y Madián no culmina con la muerte de los apóstatas al interior de Israel. Posteriormente Yahveh reclamará venganza por los hijos de Israel que sucumbieron por la seducción de las medianitas. Atendiendo el mandato de Yahveh, Moisés se apresta para la guerra contra Madián al mando de doce mil hombres. La guerra concluye con la muerte de los cinco reyes de Madián, la muerte de Balaam y las ciudades madianitas destruidas.(Números 31).
La última aparición de los madianitas como protagonistas en la historia de Israel ocurrirá cuando los israelitas ya han tomado posesión de Canaán, en el periodo de los jueces. A causa de sus pecados, Yahveh permite que los madianitas, ahora transformados en bandas nómadas de merodeadores, acometan con éxito durante siete años contra el pueblo elegido, obligando a que se refugiasen en ciudades fortificadas o en las cavernas en lo alto de las montañas. Tras el clamor israelita, Yahveh, por medio de un profeta, anuncia la llegada de Gedeón como caudillo que liberará a Israel de los asaltos de Madián. Gedeón, inspirado por Yahveh, inicia su acometida contra los madianitas, primero atacando la religión de Baal, destruyendo sus altares, por lo que recibe el apodo de Gedeón Jerubaal (quien combate a Baal). Finalmente Yahveh permite que Gedeón derrote a los madianitas con un destacamento de tan solo trescientos hombres en la batalla del Valle de Moré. A partir de la victoria inician los israelitas la persecución de los madianitas, dando de baja a ciento veinte mil hombres, entre ellos cuatro reyes madianitas (Jueces 6, 7, 8: 1 - 21).

#### El día de Madián
La victoria de Gedeón sobre los madianitas inspiraría a los israelitas durante largas generaciones, convirtiéndose en eterna esperanza para el pueblo de Israel de que, aún en tiempos de opresión y peligro, Yahveh en su infinita misericordia puede obrar victorias en detrimento de enemigos virtualmente poderosos (Isaías 9:4; Salmos 83: 10-11).

### En el Corán
La tradición coránica relata que Madián sufrió un fuerte seísmo como castigo porque sus habitantes, coartados por las personas más ricas de la comunidad, no aceptaron el monoteísmo y porque no obraban con justicia. Esta historia se nos presenta en el marco de las predicaciones en Madián de un profeta de nombre Suayb, al que tradiciones heterodoxas dentro del islam suelen venerar como al suegro de Moisés.

## Religión de Madián
Los madianitas, según la Biblia, adoraban al dios Baal, al cual en relación con Madián, se le refiere con el apelativo de Baal Peor; la palabra Peor puede referirse seguramente al lugar principal donde se le rendía culto a este dios. Para los israelitas, Baal y todos los dioses de los pueblos que les rodeaban eran ídolos, dioses falsos.
Un templo egipcio de Hathor en Timna continuó usándose durante la ocupación madianita del sitio (final de la Edad del Bronce tardío / Edad del Hierro temprana); los madianitas transformaron el templo minero de Hathor en un santuario-tienda en el desierto. Además del descubrimiento de agujeros para postes, se encontraron grandes cantidades de tela roja y amarilla podrida con cuentas tejidas en ella, junto con numerosos anillos/alambres de cobre utilizados para suspender las cortinas, a lo largo de dos paredes del santuario. Beno Rothenberg, el excavador del sitio, sugirió que los madianitas estaban haciendo ofrendas a Hathor, especialmente porque se descubrió una gran cantidad de vasos votivos madianitas (25%) en el santuario. Sin embargo, es difícil determinar si Hathor o alguna otra deidad fue objeto de devoción durante este período. También se descubrió una pequeña serpiente de bronce con cabeza dorada en el naos del santuario minero de Timna, junto con un tesoro de objetos de metal que incluía una pequeña estatuilla de bronce de un dios barbudo, que según Rothenberg era de origen madianita. Michael Homan observa que la tienda-santuario madianita en Timna es uno de los paralelos más cercanos al Tabernáculo bíblico.
El orientalista Juan Manuel Tebes afirma que algunos aspectos de la religión madianita atestiguados arqueológicamente, tales como el culto anicónico, la práctica de la peregrinación e incluso quizás la presencia de la metalurgia en el imaginario religioso parecen haber influido en la religión yahvista de los israelitas. Existe una hipótesis, conocida como la hipótesis madianita-cenea, que sostiene que el culto a Yahweh se habría originado alrededor de las regiones sureñas de Madián y Edom y que posteriormente habría sido llevado por los comerciantes a Israel a través de las rutas de caravanas hacia la región de Canaán.

## Nombres madianitas
Por medio de la Biblia podemos establecer una lista de nombres madianitas, tal es el caso de:
- Madián (Mid´yán)♂
- Efa ♂
- Éfer ♂
- Janoc (Janoj) ♂
- Abida (Avida)♂
- Eldá (Eldaa)♂
- Sení (Qení)♂
- Cozbi ♀
- Zur (Tzur)♂
- Eví ♂
- Réquem ♂
- Jur ♂
- Reva ♂
- Oreb ♂
- Toduz ♂
- Zeeb (Zeev)♂
- Zeba (Zévaj)♂
- Zalmuna (Tzalmuná)♂